# Hier est un autre jour !
Hier est un autre jour ! est une pièce de théâtre écrite par Sylvain Meyniac et Jean-François Cros, créée en 2013 au Théâtre des Bouffes Parisien à Paris.

## Synopsis
Pierre Maillard, avocat, d’un naturel nerveux et maniaque, doit plaider dans un procès important.  Il ne sait pas que son patron et son associé Frédéric – qui est le gendre de ce dernier – complotent contre lui et lui ont subtilisé un document du dossier afin de lui faire perdre le procès et de le licencier.
Par hasard, son ex-compagne Sophie vient d’être engagée comme secrétaire.  Leur relation s’est mal terminée et leurs rapports sont houleux.
Avant qu’il puisse se rendre au procès, il doit aussi prendre en charge le cas d’une cliente qui réclamait initialement un divorce mais se retrouve subitement veuve et découvre que le testament de son mari ne lui laisse qu’une part trop faible de sa fortune.
Pierre croit devenir fou car plusieurs scènes de sa journée – interactions avec ses collègues ou réception de coups de téléphone – semblent se répéter plusieurs fois de suite, sans qu’aucun des personnages autour de lui ne remarque cette répétition.  Certains objets réapparaissent même mystérieusement sur son bureau.
Il reçoit la visite d’un étrange personnage et comprendra après quelques instants que celui-ci est invisible sauf pour lui.  Ceci engendra de nombreux quiproquos, les proches de Pierre le prenant pour fou à le voir converser dans le vide.  Pierre comprendra que cet homme est Michel Verdier, le mari défunt, qui par un étrange sort se retrouve à devoir se trouver à côté de lui en permanence.  De plus, à chaque fois que l’homme reproduit un TOC de Pierre ça les fait revenir dans le passé.
Pierre est tellement troublé par la présence de cet homme inconnu qu’il rate sa plaidoirie et perd le procès.  Son patron lui donne comme dernière chance d’obtenir le contrat pour gérer la succession de la veuve Verdier.  Michel Verdier pousse Pierre à dire ses quatre vérités à la veuve, qu’il juge vénale, et perd le contrat, ce qui provoque l’ire de son patron.
Toujours invisible, Michel Verdier assiste à une conversation entre le patron et Frédéric et comprend la machination.
Il aide alors Pierre à revenir dans le passé et à régler ses comptes.  Pierre gagne cette fois-ci le procès, réussit à humilier son associé, et se débarrasse de la veuve.  Michel l’aide même à comprendre que Sophie est toujours amoureuse de lui.  Victorieux sur tous les tableaux, Pierre peut alors démissionner avec fracas.

## Distribution
- Daniel Russo : Pierre Maillard
- Gérard Loussine / Roland Marchisio : Michel Verdier
- Jessica Borio : Sophie Dantin
- Jean-François Cros : Frédéric Fayet
- Xavier Letourneur : Bernard, le directeur du cabinet
- Axelle Marine : Brigitte Verdier

## Représentations
La pièce se joue au Théâtre des Bouffes-Parisiens, à Paris, du 25 janvier 2013 au 11 janvier 2014; puis en tournée jusque fin mai 2014.        Nomination aux Molières 2014   "Meilleur Spectacle Comique " !!!
Elle se joue également au café-théâtre les 3T à Toulouse à partir du 7 avril 2017, interprétée par l'équipe de comédiens des 3T et mise en scène par Gérard Pinter.